# Rubus taxandriae
Rubus taxandriae är en rosväxtart som beskrevs av Herman Vannerom och A. van de Beek. Rubus taxandriae ingår i släktet rubusar, och familjen rosväxter. Inga underarter finns listade i Catalogue of Life.